# Svjetsko prvenstvo u atletici 1997.
6. Svjetsko prvenstvo u atletici održano je od 1. kolovoza do 10. kolovoza 1997. godine u grčkom glavnom gradu Ateni.

## Tablica medalja
| Mjesto | Država                 | Zlato | Srebro | Bronca | Ukupno |
| ------ | ---------------------- | ----- | ------ | ------ | ------ |
| 1.     | SAD                    | 7     | 3      | 8      | 18     |
| 2.     | Njemačka               | 5     | 1      | 4      | 10     |
| 3.     | Kuba                   | 4     | 1      | 1      | 6      |
| 4.     | Kenija                 | 3     | 2      | 2      | 7      |
| 5.     | Ukrajina               | 2     | 4      | 1      | 7      |
| 6.     | Maroko                 | 2     | 1      | 1      | 4      |
| 7.     | Češka                  | 2     | 0      | 0      | 2      |
| 7.     | Norveška               | 2     | 0      | 0      | 2      |
| 9.     | Rusija                 | 1     | 4      | 3      | 8      |
| 10.    | Španjolska             | 1     | 3      | 1      | 5      |
| 11.    | Portugal               | 1     | 2      | 1      | 4      |
| 12.    | Australija             | 1     | 1      | 2      | 4      |
| 13.    | Italija                | 1     | 1      | 1      | 3      |
| 13.    | Rumunjska              | 1     | 1      | 1      | 3      |
| 15.    | Kanada                 | 1     | 1      | 0      | 2      |
| 15.    | Poljska                | 1     | 1      | 0      | 2      |
| 15.    | JAR                    | 1     | 1      | 0      | 2      |
| 18.    | Francuska              | 1     | 0      | 1      | 2      |
| 18.    | Japan                  | 1     | 0      | 1      | 2      |
| 18.    | Meksiko                | 1     | 0      | 1      | 2      |
| 21.    | Danska                 | 1     | 0      | 0      | 1      |
| 21.    | Etiopija               | 1     | 0      | 0      | 1      |
| 21.    | Novi Zeland            | 1     | 0      | 0      | 1      |
| 21.    | Švedska                | 1     | 0      | 0      | 1      |
| 21.    | Trinidad i Tobago      | 1     | 0      | 0      | 1      |
| 26.    | Ujedinjeno Kraljevstvo | 1     | 4      | 1      | 6      |
| 27.    | Jamajka                | 0     | 3      | 4      | 7      |
| 28.    | Bjelorusija            | 0     | 2      | 2      | 4      |
| 29.    | Grčka                  | 0     | 1      | 1      | 2      |
| 29.    | Litva                  | 0     | 1      | 1      | 2      |
| 31.    | Bugarska               | 0     | 1      | 0      | 1      |
| 31.    | Finska                 | 0     | 1      | 0      | 1      |
| 31.    | Namibija               | 0     | 1      | 0      | 1      |
| 31.    | Nigerija               | 0     | 1      | 0      | 1      |
| 31.    | Šri Lanka              | 0     | 1      | 0      | 1      |
| 31.    | Uganda                 | 0     | 1      | 0      | 1      |
| 36.    | Bahami                 | 0     | 0      | 1      | 1      |
| 36.    | Brazil                 | 0     | 0      | 1      | 1      |
| 36.    | Mozambik               | 0     | 0      | 1      | 1      |
| 36.    | Slovačka               | 0     | 0      | 1      | 1      |
| 36.    | Švicarska              | 0     | 0      | 1      | 1      |

## Rezultati

### Trkačke discipline

#### 100 m
| Mjesto | Država            | Atletičar          | Vrijeme |
| ------ | ----------------- | ------------------ | ------- |
| 1.     | SAD               | Maurice Greene     | 9,86    |
| 2.     | Kanada            | Donovan Bailey     | 9,91    |
| 3.     | SAD               | Tim Montgomery     | 9,94    |
| 4.     | Namibija          | Frankie Fredericks | 9,95    |
| 5.     | Trinidad i Tobago | Ato Boldon         | 10,02   |
| 6.     | Nigerija          | Davidson Ezinwa    | 10,10   |
| 7.     | Kanada            | Bruny Surin        | 10,12   |
| 8.     | SAD               | Mike Marsh         | 10,29   |

| Mjesto | Država    | Atletičarka          | Vrijeme |
| ------ | --------- | -------------------- | ------- |
| 1.     | SAD       | Marion Jones         | 10,83   |
| 2.     | Ukrajina  | Zjanna Pintoesevitsj | 10,85   |
| 3.     | Bahami    | Sevatheda Fynes      | 11,03   |
| 4.     | Francuska | Christine Arron      | 11,05   |
| 5.     | SAD       | Inger Miller         | 11,18   |
| 6.     | Njemačka  | Melanie Paschke      | 11,19   |
| 7.     | Jamajka   | Merlene Ottey        | 11,29   |
| 8.     | SAD       | Chryste Gaines       | 11,32   |

#### 200 m
| Mjesto | Država            | Atletičar                | Vrijeme |
| ------ | ----------------- | ------------------------ | ------- |
| 1.     | Trinidad i Tobago | Ato Boldon               | 20,04   |
| 2.     | Namibija          | Frankie Fredericks       | 20,23   |
| 3.     | Brazil            | Claudinei da Silva       | 20,26   |
| 4.     | Kuba              | Iván García              | 20,31   |
| 5.     | Grčka             | Georgios Panagiotópoulos | 20,32   |
| 6.     | Barbados          | Obadele Thompson         | 20,37   |
| 7.     | SAD               | Jon Drummond             | 20,44   |
| 8.     | Belgija           | Patrick Stevens          | 20,44   |

| Mjesto | Država     | Atletičar                | Vrijeme |
| ------ | ---------- | ------------------------ | ------- |
| 1.     | Ukrajina   | Zjanna Pintoesevitsj     | 22,32   |
| 2.     | Šri Lanka  | Susanthika Jayasinghe    | 22,39   |
| 3.     | Jamajka    | Merlene Ottey            | 22,40   |
| 4.     | Rusija     | Jekaterina Leshchova     | 22,50   |
| 5.     | SAD        | Inger Miller             | 22,52   |
| 6.     | Rusija     | Marina Trandenkova       | 22,65   |
| 7.     | Australija | Melinda Gainsford-Taylor | 22,73   |
| 8.     | Francuska  | Sylviane Félix           | 22,81   |

#### 400 m
| Mjesto | Država                 | Atletičar         | Vrijeme |
| ------ | ---------------------- | ----------------- | ------- |
| 1.     | SAD                    | Michael Johnson   | 44,12   |
| 2.     | Uganda                 | Davis Kamoga      | 44,37   |
| 3.     | SAD                    | Tyree Washington  | 44,39   |
| 4.     | Ujedinjeno Kraljevstvo | Mark Richardson   | 44,47   |
| 5.     | SAD                    | Jerome Young      | 44,51   |
| 6.     | Ujedinjeno Kraljevstvo | Iwan Thomas       | 44,52   |
| 7.     | SAD                    | Antonio Pettigrew | 44,57   |
| 8.     | Ujedinjeno Kraljevstvo | Jamie Baulch      | 45,22   |

| Mjesto | Država     | Atletičarka              | Vrijeme |
| ------ | ---------- | ------------------------ | ------- |
| 1.     | Australija | Cathy Freeman            | 49,77   |
| 2.     | Jamajka    | Sandie Richards          | 49,79   |
| 3.     | SAD        | Jearl Miles-Clark        | 49,90   |
| 4.     | Njemačka   | Grit Breuer              | 50,06   |
| 5.     | Nigerija   | Falilat Ogunkoya         | 50,27   |
| 6.     | Češka      | Helena Dziurova-Fuchsová | 50,66   |
| 7.     | Bahami     | Pauline Davis-Thompson   | 50,68   |
| 8.     | Rusija     | Tatyana Alekseyeva       | 51,37   |

#### 800 m
| Mjesto | Država     | Atletičar          | Vrijeme |
| ------ | ---------- | ------------------ | ------- |
| 1.     | Danska     | Wilson Kipketer    | 1.43,38 |
| 2.     | Kuba       | Norberto Téllez    | 1.44,00 |
| 3.     | SAD        | Rich Kenah         | 1.44,25 |
| 4.     | Kenija     | Patrick Konchellah | 1.44,26 |
| 5.     | Norveška   | Vebjørn Rodal      | 1.44,53 |
| 6.     | Nizozemska | Marko Koers        | 1.44,85 |
| 7.     | Kenija     | Patrick Ndururi    | 1.45,24 |
| 8.     | SAD        | Mark Everett       | 1.49,02 |

| Mjesto | Država      | Atletičarka        | Vrijeme |
| ------ | ----------- | ------------------ | ------- |
| 1.     | Kuba        | Ana Fidelia Quirot | 1.57,14 |
| 2.     | Rusija      | Jelena Afanasjeva  | 1.57,56 |
| 3.     | Mozambik    | Maria Mutola       | 1.57,59 |
| 4.     | Surinam     | Letitia Vriesde    | 1.58,12 |
| 5.     | Češka       | Ludmila Formanová  | 1.59,52 |
| 6.     | Novi Zeland | Toni Hodgkinson    | 2.00,40 |
| 7.     | SAD         | Joetta Clark       | 2.02,05 |
| 8.     | Nizozemska  | Stella Jongmans    | 2.05,50 |

#### 1 500 m
| Mjesto | Država     | Atletičar                | Vrijeme |
| ------ | ---------- | ------------------------ | ------- |
| 1.     | Maroko     | Hicham El Guerrouj       | 3.35,83 |
| 2.     | Španjolska | Fermín Cacho             | 3.36,63 |
| 3.     | Španjolska | Reyes Estévez            | 3.37,26 |
| 4.     | Alžir      | Noureddine Morceli       | 3.37,37 |
| 5.     | Tunis      | Alí Hakimi               | 3.37,51 |
| 6.     | Katar      | Mohamed Suleiman         | 3.37,53 |
| 7.     | Kanada     | Graham Hood              | 3.37,55 |
| 8.     | Danska     | Robert Kiplagat Andersen | 3.37,66 |

| Mjesto | Država     | Atletičarka      | Vrijeme |
| ------ | ---------- | ---------------- | ------- |
| 1.     | Portugal   | Carla Sacramento | 4.04,24 |
| 2.     | SAD        | Regina Jacobs    | 4.04,63 |
| 3.     | Švicarska  | Anita Weyermann  | 4.04,70 |
| 4.     | Španjolska | Maite Zúñiga     | 4.04,80 |
| 5.     | Kanada     | Leah Pells       | 4.06,18 |
| 6.     | Češka      | Andrea Suldesová | 4.06,33 |
| 7.     | Rusija     | Olga Nelyubova   | 4.07,34 |
| 8.     | Irska      | Sonia O'Sullivan | 4.07,81 |

#### 5 000 m
| Mjesto | Država     | Atletičar          | Vrijeme  |
| ------ | ---------- | ------------------ | -------- |
| 1.     | Kenija     | Daniel Komen       | 13.07,38 |
| 2.     | Maroko     | Khalid Boulami     | 13.09,34 |
| 3.     | Kenija     | Tom Nyariki        | 13.11,09 |
| 4.     | Maroko     | Ismaïl Sghyr       | 13.17,45 |
| 5.     | Njemačka   | Dieter Baumann     | 13.17,64 |
| 6.     | SAD        | Bob Kennedy        | 13.19,45 |
| 7.     | Maroko     | Hassan El Lahssini | 13.20,52 |
| 8.     | Španjolska | Enrique Molina     | 13.24,54 |

| Mjesto | Država                 | Atletičarka            | Vrijeme  |
| ------ | ---------------------- | ---------------------- | -------- |
| 1.     | Rumunjska              | Gabriela Szabó         | 14.57,68 |
| 2.     | Italija                | Roberta Brunet         | 14.58,29 |
| 3.     | Portugal               | Fernanda Ribeiro       | 14.58,85 |
| 4.     | Ujedinjeno Kraljevstvo | Paula Radcliffe        | 15.01,74 |
| 5.     | Kenija                 | Lydia Cheromei         | 15.07,88 |
| 6.     | NR Kina                | Jianying Liu           | 15.10,64 |
| 7.     | SAD                    | Libbie Johnson-Hickman | 15.11,15 |
| 8.     | Japan                  | Harumi Hiroyama        | 15.21,19 |

#### 10 000 m
| Mjesto | Država     | Atletičar          | Vrijeme  |
| ------ | ---------- | ------------------ | -------- |
| 1.     | Etiopija   | Haile Gebrselassie | 27.24,58 |
| 2.     | Kenija     | Paul Tergat        | 27.25,62 |
| 3.     | Maroko     | Salah Hissou       | 27.28,67 |
| 4.     | Kenija     | Paul Koech         | 27.30,39 |
| 5.     | Etiopija   | Assefa Mezgebu     | 27.32,48 |
| 6.     | Portugal   | Domingos Castro    | 27.36,52 |
| 7.     | Etiopija   | Habte Jifar        | 28.00,29 |
| 8.     | Španjolska | Julio Rey          | 28.07,06 |

| Mjesto | Država   | Atletičarka      | Vrijeme  |
| ------ | -------- | ---------------- | -------- |
| 1.     | Kenija   | Sally Barsosio   | 31.32,92 |
| 2.     | Portugal | Fernanda Ribeiro | 31.39,15 |
| 3.     | Japan    | Masako Chiba     | 31.41,93 |
| 4.     | Etiopija | Berhane Adere    | 31.48,95 |
| 5.     | NR Kina  | Ren Xiujuan      | 31.50,63 |
| 6.     | Kenija   | Tegla Loroupe    | 32.00,93 |
| 7.     | NR Kina  | Siju Yang        | 32.01,61 |
| 8.     | JAR      | Colleen De Reuck | 32.03,81 |

#### Maraton
| Mjesto | Država     | Atletičar               | Vrijeme |
| ------ | ---------- | ----------------------- | ------- |
| 1.     | Španjolska | Abel Anton              | 2:13.16 |
| 2.     | Španjolska | Martín Fiz              | 2:13.21 |
| 3.     | Australija | Steve Moneghetti        | 2:14.16 |
| 4.     | Italija    | Danilo Goffi            | 2:14.47 |
| 5.     | Brazil     | Luíz Antônio Dos Santos | 2:15.31 |
| 6.     | Španjolska | Fabián Roncero          | 2:16.53 |
| 7.     | Italija    | Giacomo Leone           | 2:17.16 |
| 8.     | Alžir      | Azzedine Sakhri         | 2:17.44 |

| Mjesto | Država    | Atletičarka            | Vrijeme |
| ------ | --------- | ---------------------- | ------- |
| 1.     | Japan     | Hiromi Suzuki          | 2:29.48 |
| 2.     | Portugal  | Maria Machado          | 2:31.12 |
| 3.     | Rumunjska | Lidia Slavuteanu-Simon | 2:31.55 |
| 4.     | Japan     | Takako Tobise          | 2:32.18 |
| 5.     | Italija   | Ornella Ferrara        | 2:33.10 |
| 6.     | Njemačka  | Iris Biba              | 2:34.06 |
| 7.     | Njemačka  | Sonja Krolik           | 2:35.28 |
| 8.     | Švicarska | Franziska Rochat-Moser | 2:36.16 |

#### 20 /10 km brzo hodanje
| Mjesto | Država      | Atletičar              | Vrijeme |
| ------ | ----------- | ---------------------- | ------- |
| 1.     | Meksiko     | Daniel García          | 1:21.43 |
| 2.     | Rusija      | Michail Sjtsjennikov   | 1:21.53 |
| 3.     | Bjelorusija | Mikhail Khmelnitskiy   | 1:22.01 |
| 4.     | NR Kina     | Guohui Yu              | 1:22.57 |
| 5.     | NR Kina     | Zewen Li               | 1:23.03 |
| 6.     | Bjelorusija | Yevgeniy Misyulya      | 1:23.10 |
| 7.     | Italija     | Michele Didoni         | 1:23.14 |
| 8.     | Italija     | Giovanni De Benedictis | 1:23.33 |

| Mjesto | Država      | Atletičarka           | Vrijeme  |
| ------ | ----------- | --------------------- | -------- |
| 1.     | Italija     | Annarita Sidoti       | 42.55,49 |
| 2.     | Bjelorusija | Olga Kardopoltseva    | 43.30,20 |
| 3.     | Bjelorusija | Valentina Tsybulskaya | 43.49,24 |
| 4.     | NR Kina     | Hongyu Liu            | 43.56,86 |
| 5.     | Italija     | Erica Alfridi         | 43.59,73 |
| 6.     | Mađarska    | Anikó Szebenszky      | 44.14,94 |
| 7.     | NR Kina     | Yan Gu                | 44.24,17 |
| 8.     | Latvija     | Anita Liepina         | 45.00,56 |

#### 50 km brzo hodanje
| Mjesto | Država     | Atletičar              | Vrijeme      |
| ------ | ---------- | ---------------------- | ------------ |
| 1.     | Poljska    | Robert Korzeniowski    | 3:44.46      |
| 2.     | Španjolska | Jesús Ángel García     | 3:44.59      |
| 3.     | Meksiko    | Miguel Angel Rodríguez | 3:48.30      |
| 4.     | Rusija     | Oleg Ishutkin          | 3:50.04      |
| 5.     | Poljska    | Tomasz Lipíec          | 3:50.14      |
| 6.     | Japan      | Fumio Imamura          | 3:50.27 (NR) |
| 7.     | Francuska  | Sylvain Caudron        | 3:51.17      |
| 8.     | Italija    | Arturo Di Mezza        | 3:51.33      |

#### 110 m / 100 m s preponama
| Mjesto | Država                 | Atletičar           | Vrijeme |
| ------ | ---------------------- | ------------------- | ------- |
| 1.     | SAD                    | Allen Johnson       | 12,93   |
| 2.     | Ujedinjeno Kraljevstvo | Colin Jackson       | 13,05   |
| 3.     | Slovačka               | Igor Kovác          | 13,18   |
| 4.     | Njemačka               | Florian Schwarthoff | 13,20   |
| 5.     | Francuska              | Dan Philibert       | 13,26   |
| 6.     | SAD                    | Terry Reese         | 13,30   |
| 7.     | SAD                    | Mark Crear          | 13,55   |
| 8.     | Poljska                | Artur Kohutek       | DNS     |

| Mjesto | Država    | Atletičarka       | Vrijeme |
| ------ | --------- | ----------------- | ------- |
| 1.     | Švedska   | Ludmila Engquist  | 12,50   |
| 2.     | Bugarska  | Svetla Dimitrova  | 12,58   |
| 3.     | Jamajka   | Michelle Freeman  | 12,61   |
| 4.     | Slovenija | Brigita Bukovec   | 12,69   |
| 5.     | Jamajka   | Dionne Rose       | 12,87   |
| 6.     | Kanada    | Keturah Anderson  | 12,88   |
| 7.     | Rusija    | Svetlana Laukhova | 12,98   |
| 8.     | Francuska | Patricia Girard   | DQ      |

#### 400 m s preponama
| Mjesto | Država    | Atletičar         | Vrijeme |
| ------ | --------- | ----------------- | ------- |
| 1.     | Francuska | Stéphane Diagana  | 47,70   |
| 2.     | JAR       | Llewellyn Herbert | 47,86   |
| 3.     | SAD       | Bryan Bronson     | 47,88   |
| 4.     | Italija   | Fabrizio Mori     | 48,05   |
| 5.     | Zambija   | Samuel Matete     | 48,11   |
| 6.     | Rusija    | Ruslan Mashchenko | 48,62   |
| 7.     | Jamajka   | Dinsdale Morgan   | 49,06   |
| 8.     | Češka     | Jirí Muzik        | 49,51   |

| Mjesto | Država   | Atletičarka                   | Vrijeme |
| ------ | -------- | ----------------------------- | ------- |
| 1.     | Maroko   | Nezha Bidouane                | 52,97   |
| 2.     | Jamajka  | Deon Hemmings                 | 53,09   |
| 3.     | SAD      | Kim Batten                    | 53,52   |
| 4.     | Ukrajina | Tetjana Teresjtsjoek-Antipova | 53,81   |
| 5.     | Jamajka  | Debbie-Ann Parris             | 54,19   |
| 6.     | SAD      | Tonja Buford-Bailey           | 54,77   |
| 7.     | Irska    | Susan Smith-Walsh             | 55,25   |
| 8.     | Barbados | Andrea Blackett               | 55,63   |

#### 3 000 m s preponama
| Mjesto | Država            | Atletičar              | Vrijeme |
| ------ | ----------------- | ---------------------- | ------- |
| 1.     | Kenija            | Wilson Boit Kipketer   | 8.05,84 |
| 2.     | Kenija            | Moses Kiptanui         | 8.06,04 |
| 3.     | Kenija            | Bernard Barmasai       | 8.06,04 |
| 4.     | Saudijska Arabija | Saad Shaddad Al-Asmari | 8.13,87 |
| 5.     | Maroko            | Hicham Bouaouiche      | 8.14,04 |
| 6.     | SAD               | Mark Croghan           | 8.14,09 |
| 7.     | Norveška          | Jim Svenøy             | 8.14,80 |
| 8.     | Italija           | Angelo Carosi          | 8.16,01 |

#### 4x100 m štafeta
| Mjesto | Država                 | Atletičari                                                                                        | Vrijeme |
| ------ | ---------------------- | ------------------------------------------------------------------------------------------------- | ------- |
| 1.     | Kanada                 | Robert Esmie Glenroy Gilbert Bruny Surin Donovan Bailey                                           | 37,86   |
| 2.     | Nigerija               | Osmond Ezinwa Olapade Adeniken Francis Obikwelu Davidson Ezinwa                                   | 38,07   |
| 3.     | Ujedinjeno Kraljevstvo | Darren Braithwaite Darren Campbell Douglas Walker Julian Golding                                  | 38,14   |
| 4.     | Kuba                   | Alfredo García-Baró Misael Ortíz Iván García Luis Alberto Pérez-Rionda                            | 38,15   |
| 5.     | Gana                   | Abu Dua Eric Nkansah Aziz Zakari Emmanuel Tuffour                                                 | 38,26   |
| 6.     | Brazil                 | Vicente Lenilson De Lima Claudinei Quirino Da Silva Robson Caetano Da Silva Luciano Ribeiro Edson | 38,48   |
| 7.     | Španjolska             | Frutos Feo Venancio José Jordi Mayoral Carlos Berlanga                                            | 38,72   |
| 8.     | Francuska              | Emmanuel Bangué Frédéric Krantz Gilles Quénéhervé Stéphane Cali                                   | DQ      |

| Mjesto | Država    | Atletičarke                                                                | Vrijeme    |
| ------ | --------- | -------------------------------------------------------------------------- | ---------- |
| 1.     | SAD       | Chryste Gaines Marion Jones Inger Miller Gail Devers                       | 41,47 (KR) |
| 2.     | Jamajka   | Beverly McDonald Merlene Frazer Juliet Cuthbert Beverly Grant              | 42,10      |
| 3.     | Francuska | Patricia Girard Christine Arron Delphine Combe Sylviane Félix              | 42,21 (NR) |
| 4.     | Njemačka  | Melanie Paschke Esther Möller Birgit Rockmeier Andrea Philipp              | 42,44      |
| 5.     | Rusija    | Olga Povtaryova Galina Malchugina Marina Trandenkova Jekaterina Leshchova  | 42,50      |
| 6.     | Bahami    | Eldece Clarke-Lewis Sevatheda Fynes Debbie Ferguson Pauline Davis-Thompson | 42,77      |
| 7.     | Nigerija  | Beatrice Utondu Endurance Ojokolo Angela Atede Falilat Ogunkoya            | 43,27      |
| 8.     | NR Kina   | Pei Fang Yan Jiankui Liu Xiaomei Li Xuemei                                 | 43,32      |

#### 4x400 m štafeta
| Mjesto | Država                 | Atletičari                                                            | Vrijeme      |
| ------ | ---------------------- | --------------------------------------------------------------------- | ------------ |
| 1.     | SAD                    | Jerome Young Antonio Pettigrew Chris Jones Tyree Washington           | 2.56,47      |
| 2.     | Ujedinjeno Kraljevstvo | Iwan Thomas Roger Black Jamie Baulch Mark Richardson                  | 2.56,65      |
| 3.     | Jamajka                | Michael McDonald Gregory Haughton Danny McFarlane Davian Clarke       | 2.56,75 (NR) |
| 4.     | Poljska                | Tomasz Czubak Piotr Rysiukiewicz Piotr Haczek Robert Maćkowiak        | 3.00,26      |
| 5.     | JAR                    | Arnaud Malherbe Hezekiél Sepeng Hendrik Mokganyetsi Llewellyn Herbert | 3.00,26 (NR) |
| 6.     | Francuska              | Jean-Louis Rapnouil Marc Foucan Fred Mango Stéphane Diagana           | 3.01,06      |
| 7.     | Zimbabve               | Tawanda Chiwira Phillip Mukomana Savieri Ngidhi Ken Harnden           | 3.01,43      |
| 8.     | Italija                | Ashraf Saber Marco Vaccari Andrea Nuti Fabrizio Mori                  | 3.01,52      |

| Mjesto | Država                 | Atletičarke                                                                  | Vrijeme      |
| ------ | ---------------------- | ---------------------------------------------------------------------------- | ------------ |
| 1.     | Njemačka               | Anke Feller Uta Rohländer Anja Rücker Grit Breuer                            | 3.20,92      |
| 2.     | SAD                    | Maicel Malone-Wallace Kim Graham Kim Batten Jearl Miles-Clark                | 3.21,03      |
| 3.     | Jamajka                | Inez Turner Lorraine Graham Deon Hemmings Sandie Richards                    | 3.21,30 (NR) |
| 4.     | Rusija                 | Tatyana Chebykina Olga Kotljarova Yekaterina Kulikova Tatyana Alekseyeva     | 3.21,57      |
| 5.     | Češka                  | Nadezda Kostovalova Ludmila Formanová Hana Benešová Helena Dziurova-Fuchsová | 3.23,73      |
| 6.     | Ujedinjeno Kraljevstvo | Allison Curbishley Michelle Pierre Michelle Thomas Donna Fraser              | 3.26,27      |
| 7.     | Nigerija               | Olabisi Afolabi Fatima Yusuf Doris Jacob Falilat Ogunkoya                    | 3.30,04      |
| 8.     | Italija                | Patrizia Spuri Francesca Carbone Carla Barbarino Virna De Angeli             | 3.30,63      |

### Skakačke discipline

#### Skok u vis
| Mjesto | Država                 | Atletičar             | Visina |
| ------ | ---------------------- | --------------------- | ------ |
| 1.     | Kuba                   | Javier Sotomayor      | 2,37 m |
| 2.     | Poljska                | Artur Partyka         | 2,35 m |
| 3.     | Australija             | Tim Forsyth           | 2,35 m |
| 4.     | Norveška               | Steinar Hoen          | 2,32 m |
| 4.     | Ujedinjeno Kraljevstvo | Dalton Grant          | 2,32 m |
| 6.     | Grčka                  | Lambros Papakostas    | 2,32 m |
| 7.     | Izrael                 | Konstantin Matusevich | 2,29 m |
| 8.     | Južna Koreja           | Jin-Taek Lee          | 2,29 m |

| Mjesto | Država    | Atletičarka          | Visina |
| ------ | --------- | -------------------- | ------ |
| 1.     | Norveška  | Hanne Haugland       | 1,99 m |
| 2.     | Rusija    | Olga Kaliturina      | 1,96 m |
| 2.     | Ukrajina  | Inha Babakova        | 1,96 m |
| 4.     | Rusija    | Julija Ljachova      | 1,96 m |
| 5.     | Švedska   | Kajsa Bergqvist      | 1,93 m |
| 5.     | Rusija    | Tatjana Motkova      | 1,93 m |
| 7.     | Italija   | Antonella Bevilacqua | 1,93 m |
| 7.     | Njemačka  | Alina Astafei        | 1,93 m |
| 7.     | Slovenija | Britta Bilac         | 1,93 m |

#### Skok u dalj
| Mjesto | Država      | Atletičar            | Duljina |
| ------ | ----------- | -------------------- | ------- |
| 1.     | Kuba        | Iván Pedroso         | 8,42 m  |
| 2.     | SAD         | Erick Walder         | 8,38 m  |
| 3.     | Rusija      | Kirill Sosunov       | 8,18 m  |
| 4.     | Jamajka     | James Beckford       | 8,14 m  |
| 5.     | Brazil      | Nelson Ferreira Jr.  | 8,04 m  |
| 6.     | Bjelorusija | Aleksandr Glavatskiy | 8,03 m  |
| 7.     | Senegal     | Cheikh Tidiane Touré | 7,98 m  |
| 8.     | SAD         | Kevin Dilworth       | 7,88 m  |

| Mjesto | Država   | Atletičarka          | Duljina |
| ------ | -------- | -------------------- | ------- |
| 1.     | Rusija   | Lyudmila Galkina     | 7,05 m  |
| 2.     | Grčka    | Níki Xánthou         | 6,94 m  |
| 3.     | Italija  | Fiona May            | 6,91 m  |
| 4.     | Njemačka | Heike Drechsler      | 6,89 m  |
| 5.     | SAD      | Jackie Joyner-Kersee | 6,79 m  |
| 6.     | Njemačka | Susen Tiedtke        | 6,78 m  |
| 7.     | Ukrajina | Viktorija Versjinina | 6,71 m  |
| 8.     | Švedska  | Erica Johansson      | 6,64 m  |

#### Skok s motkom
| Mjesto | Država                 | Atletičar          | Visina      |
| ------ | ---------------------- | ------------------ | ----------- |
| 1.     | Ukrajina               | Sergej Boebka      | 6,01 m (KR) |
| 2.     | Rusija                 | Maksim Tarasov     | 5,96 m      |
| 3.     | SAD                    | Dean Starkey       | 5,91 m      |
| 4.     | Njemačka               | Tim Lobinger       | 5,80 m      |
| 5.     | Ujedinjeno Kraljevstvo | Nick Buckfield     | 5,70 m      |
| 6.     | SAD                    | Pat Manson         | 5,70 m      |
| 7.     | Rusija                 | Vadim Strogalyov   | 5,70 m      |
| 8.     | Rusija                 | Yevgeniy Smiryagin | 5,70 m      |

#### Troskok
| Mjesto | Država                 | Atletičar           | Duljina      |
| ------ | ---------------------- | ------------------- | ------------ |
| 1.     | Kuba                   | Yoelbi Quesada      | 17,85 m      |
| 2.     | Ujedinjeno Kraljevstvo | Jonathan Edwards    | 17,69 m      |
| 3.     | Kuba                   | Aliecer Urrutia     | 17,64 m      |
| 4.     | Rusija                 | Denis Kapustin      | 17,59 m      |
| 5.     | Bermudi                | Brian Wellman       | 17,22 m      |
| 6.     | Dominika               | Jerome Romain       | 17,17 m      |
| 7.     | Grčka                  | Chrístos Melétoglou | 17,12 m (NR) |
| 8.     | Gana                   | Andrew Owusu        | 17,11 m      |

| Mjesto | Država                 | Atletičarka              | Duljina      |
| ------ | ---------------------- | ------------------------ | ------------ |
| 1.     | Češka                  | Šárka Kašparkova         | 15,20 m      |
| 2.     | Rumunjska              | Rodica Petrescu-Mateescu | 15,16 m (NR) |
| 3.     | Ukrajina               | Jelena Hovorova          | 14,67 m      |
| 4.     | Grčka                  | Ólga-Anastasía Vasdéki   | 14,62 m (NR) |
| 5.     | Ujedinjeno Kraljevstvo | Ashia Hansen             | 14,49 m      |
| 6.     | Bugarska               | Tereza Marinova          | 14,34 m      |
| 7.     | Latvija                | Jelena Blazevica         | 14,06 m      |
| 8.     | Francuska              | Betty Lise               | 14,03 m      |

### Bacačke discipline

#### Bacanje koplja
| Mjesto | Država                 | Atletičar         | Duljina      |
| ------ | ---------------------- | ----------------- | ------------ |
| 1.     | JAR                    | Marius Corbett    | 88,40 m (RA) |
| 2.     | Ujedinjeno Kraljevstvo | Steve Backley     | 86,80 m      |
| 3.     | Grčka                  | Kostas Gatsioudis | 86,64 m      |
| 4.     | Ujedinjeno Kraljevstvo | Mick Hill         | 86,54 m      |
| 5.     | Rusija                 | Sergej Makarov    | 86,32 m      |
| 6.     | Njemačka               | Boris Henry       | 84,54 m      |
| 7.     | Kuba                   | Emeterio González | 83,56 m (NR) |
| 8.     | Finska                 | Aki Parviainen    | 82,80 m      |

| Mjesto | Država     | Atletičarka             | Duljina |
| ------ | ---------- | ----------------------- | ------- |
| 1.     | Norveška   | Trine Solberg-Hattestad | 68,78 m |
| 2.     | Australija | Joanna Stone            | 68,64 m |
| 3.     | Njemačka   | Tanja Damaske           | 67,12 m |
| 4.     | Finska     | Mikaela Ingberg         | 66,00 m |
| 5.     | Rumunjska  | Felicia Tilea-Moldovan  | 64,90 m |
| 6.     | Kuba       | Sonia Bisset            | 63,80 m |
| 7.     | Kuba       | Osleidys Menéndez       | 63,76 m |
| 8.     | Rusija     | Tatyana Shikolenko      | 63,76 m |

#### Bacanje diska
| Mjesto | Država                 | Atletičar             | Duljina |
| ------ | ---------------------- | --------------------- | ------- |
| 1.     | Njemačka               | Lars Riedel           | 68,54 m |
| 2.     | Litva                  | Virgilijus Alekna     | 66,70 m |
| 3.     | Njemačka               | Jürgen Schult         | 66,14 m |
| 4.     | Bjelorusija            | Vladimir Dubrovshchik | 66,12 m |
| 5.     | SAD                    | John Godina           | 65,40 m |
| 6.     | Njemačka               | Andreas Seelig        | 64,48 m |
| 7.     | SAD                    | Adam Setliff          | 63,44 m |
| 8.     | Ujedinjeno Kraljevstvo | Robert Weir           | 63,06 m |

| Mjesto | Država      | Atletičarka        | Duljina |
| ------ | ----------- | ------------------ | ------- |
| 1.     | Novi Zeland | Beatrice Faumuina  | 66,82 m |
| 2.     | Bjelorusija | Ellina Zvereva     | 65,90 m |
| 3.     | Rusija      | Natalja Sadova     | 65,14 m |
| 4.     | Rusija      | Larisa Korotkevich | 63,02 m |
| 5.     | Bjelorusija | Iryna Jatsjanka    | 62,58 m |
| 6.     | Portugal    | Teresa Machado     | 62,00 m |
| 7.     | Grčka       | Stella Tsikoúna    | 61,92 m |
| 8.     | Italija     | Agnese Maffeis     | 61,40 m |

#### Bacanje kugle
| Mjesto | Država   | Atletičar         | Duljina |
| ------ | -------- | ----------------- | ------- |
| 1.     | SAD      | John Godina       | 21,44 m |
| 2.     | Njemačka | Oliver Sven Buder | 21,24 m |
| 3.     | SAD      | C.J. Hunter       | 20,33 m |
| 4.     | Ukrajina | Joeri Belonoh     | 20,26 m |
| 5.     | Finska   | Mika Halvari      | 20,13 m |
| 6.     | Ukrajina | Roman Virastjoek  | 20,12 m |
| 7.     | SAD      | Kevin Toth        | 20,02 m |
| 8.     | Njemačka | Michael Mertens   | 19,91 m |

| Mjesto | Država   | Atletičarka                 | Duljina |
| ------ | -------- | --------------------------- | ------- |
| 1.     | Njemačka | Astrid Kumbernuss           | 20,71 m |
| 2.     | Ukrajina | Vita Pavlysj                | 20,66 m |
| 3.     | Njemačka | Stephanie Storp             | 19,22 m |
| 4.     | NR Kina  | Huang Zhihong               | 19,15 m |
| 5.     | SAD      | Connie Price-Smith          | 19,00 m |
| 6.     | NR Kina  | Li Meisu                    | 18,62 m |
| 7.     | Njemačka | Nadine Kleinert             | 18,42 m |
| 8.     | Poljska  | Krystyna Danilczyk-Zabawska | 17,83 m |

#### Bacanje kladiva
| Mjesto | Država      | Atletičar         | Duljina |
| ------ | ----------- | ----------------- | ------- |
| 1.     | Njemačka    | Heinz Weis        | 81,78 m |
| 2.     | Ukrajina    | Andrej Skvaroek   | 81,46 m |
| 3.     | Rusija      | Vasiliy Sidorenko | 80,76 m |
| 4.     | Mađarska    | Balázs Kiss       | 79,96 m |
| 5.     | Bjelorusija | Igor Astapkovich  | 79,70 m |
| 6.     | Rusija      | Ilya Konovalov    | 78,68 m |
| 7.     | Rusija      | Vadim Khersontsev | 77,42 m |
| 8.     | Ukrajina    | Aleksandr Krykoen | 77,14 m |

### Višeboj

#### Desetoboj / Sedmoboj
| Mjesto | Država     | Atletičar         | Bodovi    |
| ------ | ---------- | ----------------- | --------- |
| 1.     | Češka      | Tomáš Dvořák      | 8837 (KR) |
| 2.     | Finska     | Eduard Hämäläinen | 8730 (NR) |
| 3.     | Njemačka   | Frank Busemann    | 8652      |
| 4.     | SAD        | Steve Fritz       | 8463      |
| 5.     | Uzbekistan | Ramil Ganiyev     | 8445 (AS) |
| 6.     | Estonija   | Erki Nool         | 8413      |
| 7.     | Njemačka   | Stefan Schmid     | 8360      |
| 8.     | Kanada     | Mike Smith        | 8307      |

| Mjesto | Država                 | Atletičarka          | Bodovi |
| ------ | ---------------------- | -------------------- | ------ |
| 1.     | Njemačka               | Sabine Braun         | 6739   |
| 2.     | Ujedinjeno Kraljevstvo | Denise Lewis         | 6654   |
| 3.     | Litva                  | Remigija Nazaroviene | 6566   |
| 4.     | Poljska                | Urszula Wlodarczyk   | 6542   |
| 5.     | Bjelorusija            | Natalya Sazanovich   | 6428   |
| 6.     | Njemačka               | Mona Steigauf        | 6406   |
| 7.     | SAD                    | Shundra Le Nathan    | 6298   |
| 8.     | Rusija                 | Irina Vostrikova     | 6277   |

## Značenje kratica
- WR: Svjetski rekord
- KR: Rekord prvenstava
- NR: Nacionalni rekord
- ER: Europski rekord
- AF: Afrički rekord
- AS: Azijski rekord
- OC: Oceanijski rekord
- DSQ: Diskvalifikacija

## Vanjske poveznice
- Službene stranice prvenstva  Arhivirana inačica izvorne stranice od 5. siječnja 2010. (Wayback Machine)